# Klebe (Plau am See)
Klebe ist seit dem 1. Januar 1973 ein Ortsteil der Stadt Plau am See im Osten des Landkreises Ludwigslust-Parchim in Mecklenburg-Vorpommern.
Der Ort liegt etwa zwei Kilometer westlich des Kernbereichs von Plau am See an der B 191. Nördlich verläuft die Müritz-Elde-Wasserstraße und östlich die B 103. Südöstlich liegt das Naturschutzgebiet Plauer Stadtwald, das von der B 103 durchschnitten wird. Im Naturschutzgebiet liegen sechs kleine Seen: Gaarzer See, Burgsee, Ziegeleisee, Griepensee, Kuhlensee und Lebersee.
Der Plauer See liegt noch etwas weiter östlich.

## Geschichte
Durch archäologische Grabungen konnte 1985 auf der Feldmark Klebe eine namentlich nicht überlieferte spätslawische Siedlung nachgewiesen werden, wobei als besonderes Fundstück ein kleiner silberner Kreuzanhänger mit Christusdarstellung geborgen werden konnte. Die Siedlung fiel jedoch schon sehr früh, wahrscheinlich noch vor dem 13. Jahrhundert wüst. Ob der in dieser Zeit verwendete Name Cleue/Cleve, bzw. Cleuen/Cleven für die Feldmark auf den slawischen Ortsnamen zurückzuführen ist, bleibt unbekannt. Auch wenn der urkundliche Nachweis fehlt, so ist davon auszugehen, dass bereits bei Gründung der Pfarre Plau diese mit der Feldmark (27 Hufen nach dem Visitationsbericht von 1534) dotiert wurde. Spätestens 1320 gehörte die Feldmark zur Stiftung „St. Catharinae et Urbani“.
Bis in das 18. Jahrhundert war die Feldmark an die Plauer Bürgerschaft verpachtet, dann von 1767 bis 1814 an das herzogliche Domanium. Nach einer Vermessung von 1814 erfolgte die Verpachtung für 20 Jahre erneut an die Bürgerschaft der Stadt Plau. Nach dessen Ablauf wurde 1834 ein neuer Pachtvertrag mit Ludwig Fick auf Lexow abgeschlossen, der sich verpflichtete einen Erbpachthof zu errichten. Nach mehrfachem Pächterwechsel löste 1937 die Witwe Wittkopf für sich und ihre Erben den Pachtvertrag für 37.000 Goldmark aus. Im Jahr 1945 wurde der Pachthof enteignet und im Rahmen der Bodenreform unter Neubauern aufgeteilt. Auf dem Pachthof wurde 1949 eine Maschinen-Ausleihstation (MAS), seit 1952 Maschinen-Traktoren-Station (MTS) eingerichtet, die von 1964 bis 1990 als Kreisbetrieb für Landtechnik (KfL Klebe) weitergeführt wurde. Heute sind auf dem Gelände mehrere Firmen ansässig.

## Sehenswürdigkeiten
Ein Meilenstein an der B 191 Richtung Lübz und an der Plauer Straße ein Gedenkstein für die Kollektivierung sind als Baudenkmale eingestuft.
→ Siehe auch Liste der Baudenkmale in Plau am See#Klebe